# Chalautre-la-Grande
Chalautre-la-Grande – miejscowość i gmina we Francji, w regionie Île-de-France, w departamencie Sekwana i Marna.
Według danych na rok 1990 gminę zamieszkiwało 570 osób, a gęstość zaludnienia wynosiła 31 osób/km² (wśród 1287 gmin regionu Île-de-France Chalautre-la-Grande plasuje się na 775. miejscu pod względem liczby ludności, natomiast pod względem powierzchni na miejscu 102.).